# Eleccions al Parlament Europeu de 1979 (Luxemburg)
Les eleccions al Parlament Europeu de 1979 a Luxemburg van ser les eleccions celebrades el 10 de juny per a escollir als 6 eurodiputats luxemburguesos per a la I legislatura del Parlament Europeu. Les eleccions es van quedar a prop del 89% de la participació i van tenir lloc el mateix dia que les legislatives luxemburgueses, en les que s'escollien els membres de la Cambra de Diputats de Luxemburg.

## Sistema electoral
Els sis eurodiputats luxemburguesos van ser elegits per sufragi universal directe en una única circumscripció electoral a tot el país. L'elecció es va fer per votació proporcional per decidir entre les llistes de sis candidats presentades pels partits. Els electors van poder votar pels sis candidats d'una llista, o combinar vots per seleccionar sis candidats de diferents llistes. A continuació, a cada partit se li va assignar un nombre d'escons proporcional al nombre total de vots emesos per als seus candidats, i els escons es van assignar als candidats dels partits que van rebre més vots.

## Resultats
El Partit Popular Social Cristià va guanyar les eleccions amb el 36,13% dels vots emesos i 3 eurodiputats enfront dels 274.307 vots emesos i 2 escons pel Partit Democràtic i els 211.106 vots i 1 diputat pel Partit Socialista dels Treballadors. La resta de partits van quedar sense representació.
| Candidatura                                | Facció europea        | Sufragis | Sufragis | Escons                  | Escons                  |
| Candidatura                                | Facció europea        | Vots     | %        | Dip.                    | Dif.                    |
| ------------------------------------------ | --------------------- | -------- | -------- | ----------------------- | ----------------------- |
| Partit Popular Social Cristià (CSV)        | PPE                   | 352.296  | 36,13%   | 3                       |                         |
| Partit Democràtic (DP)                     | LDE                   | 274.307  | 28,13%   | 2                       |                         |
| Partit Socialista dels Treballadors (LSAP) | UPSCE                 | 211.106  | 21,65%   | 1                       |                         |
| Partit Socialdemòcrata                     |                       | 68.289   | 7,00%    |                         |                         |
| Partit Comunista de Luxemburg              |                       | 48.813   | 5,01%    |                         |                         |
| Llista Alternativa                         |                       | 9.485    | 0,97%    |                         |                         |
| Partit Liberal                             |                       | 5.610    | 0,58%    |                         |                         |
| Lliga Comunista Revolucionària             |                       | 5.085    | 0,52%    |                         |                         |
| Total de vots emessos                      | Total de vots emessos | 974.991  | 90,28%   | 6                       |                         |
| Vots a candidatures                        | Vots a candidatures   | 170.759  | 90,28%   | 6                       |                         |
| Vots en blanc                              | Vots en blanc         | 10.875   | 5,75%    | Élections au Luxembourg | Élections au Luxembourg |
| Vots nuls o no vàlids                      | Vots nuls o no vàlids | 7.507    | 3,97%    | Élections au Luxembourg | Élections au Luxembourg |
| Vots emesos                                | Vots emesos           | 189.141  | 88,91%   | Élections au Luxembourg | Élections au Luxembourg |
| Cens total                                 | Cens total            | 212.740  |          | Élections au Luxembourg | Élections au Luxembourg |